# Улюколь (озеро)
Улюколь — озеро в Дзержинском районе Красноярского края. Зеркало озера расположено на высоте 218,4 метра над уровнем моря.

## Географическое положение
Озеро расположено в 23 километрах по прямой к юго-западу от районного центра — посёлка Дзержинское и в 11 километрах по прямой от села Михайловка. В северо-западной части на берегу озера находится одноимённая деревня. Западный и юго-западный берега озера покрыты берёзовым и сосновым лесом. Восточный берег озера занимают безлесные пространства, в частности, сельскохозяйственная земля.

## Происхождение названия
По одной из версий, название озера происходит от тюркского улу (улуг) — большой и коль — озеро, то есть большое озеро.
По другой версии, в основе топонима лежит ассанское ul — вода.
Также есть мнение, что основа названия в переводе с енисейских языков означает чистое.

## Географические характеристики
Озеро имеет близкую к овальной форму. В северо-восточной и восточной частях озера к основной котловине примыкают два замкнутых залива. Площадь озера составляет 4,32 км², площадь водосбора — 4,5 км², длина — 2,6 км, ширина — 1,5 км. Глубина озера точно неизвестна, по свидетельствам местных рыбаков, она превышает 3 метра. Вода Улюколя имеет зеленоватый цвет. Берега озера, в основном, песчаные и песчано-глинистые. Питание преимущественно снеговое, половодье наблюдается в конце весны-начале лета. Недалеко от озера расположена самоизливающаяся скважина хлоридно-сульфатных и магниево-кальциево-натриевых минеральных лечебно-столовых вод с минерализацией 2,8 г/дм³.

## Притоки и сток
Озеро сточное, сток осуществляется по реке Ильинка.

## Данные водного реестра
По данным государственного водного реестра России озеро относится к Ангаро-Байкальскому бассейновому округу, водохозяйственный участок — Тасеева. Речной бассейн — Ангара.
Код объекта в государственном водном реестре — 16010200311116200003842.

## Флора и фауна
В озере обитают такие виды рыб, как карась, плотва, окунь, встречаются также щука и линь. Раз в несколько лет на озере случается мор рыбы по причине эпидемии, затрагивающей два-три вида рыбы. Плотва озера Улюколь заражена солитёром.

## Хозяйственное использование
Озеро Улюколь — популярное место рыбалки и отдыха на природе.